# Haldor Lægreid
Haldor Lægreid (Tromsø, 30 de marzo de 1970) es un cantante noruego.

## Festival de Eurovisión
El 24 de febrero de 2001 ganó en el Melodi Grand Prix en Oslo, ganando así el derecho a representar a Noruega en el Festival de Eurovisión. Participó en el Festival de Eurovisión celebrado el 12 de mayo en Copenhague con la balada "On My Own". Haldor finalizó último, obteniendo únicamente tres votos de Portugal y empatando con la representación de Islandia. "On My Own" sin embargo alcanzó el número 5 de la lista de ventas noruega en las semanas previas al Festival.